# Stadio Franco Frogheri
Lo stadio Franco Frogheri, che per più di cinquant'anni è stato chiamato stadio Quadrivio perché ubicato a ridosso di un molteplice incrocio stradale, è il principale impianto sportivo della città di Nuoro, intitolato dal 2005 all'indimenticato bomber della squadra nuorese, ricordato in una targa commemorativa posta all'ingresso della tribuna principale.

## Storia dello stadio
I lavori della costruzione dell'impianto sono iniziati nel 1928, ove il sovrano Vittorio Emanuele di Savoia pose la prima pietra dell'attuale stadio che andò a sostituire il vecchio campo di Crapasabba, situato nel cuore della città (dove oggi sorge l'Euro Hotel).
Nel 1930, si procedette all'inaugurazione dell'impianto.
Il record di presenze sugli spalti si registrò durante la stagione del Campionato Interregionale 1983-1984 nella partita Nuorese - S. Marco Cabras, vinta per 2 a 1 dai barbaricini (che in pratica sancì la prima storica promozione in Serie C2 dei nuoresi) con 6.000 spettatori.
Nell'estate del 2013 viene completamente rifatto il manto erboso, precedentemente in pessime condizioni, e viene dotato di un impianto fotovoltaico, in grado di fornire all'impianto un'illuminazione in regola per i campionati dilettantistici.

## Dati tecnici dello stadio
- Capienza: 3.440 posti
- Dimensioni: 110 x 65 m
- Terreno: Erboso
- Copertura campo: Scoperto
- Posti Tribunetta Centrale:  957 di cui 495 coperti
- Posti Tribunetta Laterale Nord:  258
- Posti Tribunetta Laterale Sud:  262
- Posti Gradinata locali: 655
- Posti Gradinata ospiti: 300
- Posti Curva Nord: 998
- Posti Tribuna Stampa: 15